# 不道德的故事
《不道德的故事》（法語：Contes immoraux）是一部由波兰导演瓦莱利安·博罗夫奇克（英語：Walerian Borowczyk）执导的多段式电影，上映于1974年。该片分为五段，涉及五类色情主题：失贞、自慰、獸性、嗜血、乱伦。
在《不道德的故事》发行之后，博罗夫奇克开始失去影评界的好评。当代影评界认为这不是博罗夫奇克最好的作品。